# Municipio de Alleghany (Dakota del Norte)
El municipio de Alleghany (en inglés: Alleghany Township) es un municipio ubicado en el condado de Ransom en el estado estadounidense de Dakota del Norte. En el año 2010 tenía una población de 55 habitantes y una densidad poblacional de 0,59 personas por km².

## Geografía
El municipio de Alleghany se encuentra ubicado en las coordenadas 46°19′8″N 97°50′10″O / 46.31889, -97.83611. Según la Oficina del Censo de los Estados Unidos, el municipio tiene una superficie total de 93.54 km², de la cual 93,49 km² corresponden a tierra firme y (0,05 %) 0,05 km² es agua.

## Demografía
Según el censo de 2010, había 55 personas residiendo en el municipio de Alleghany. La densidad de población era de 0,59 hab./km². De los 55 habitantes, el municipio de Alleghany estaba compuesto por el 96,36 % blancos y el 3,64 % eran de una mezcla de razas. Del total de la población el 0 % eran hispanos o latinos de cualquier raza.